# Handsome Devil
Handsome Devil (bra: Derrubando Barreiras) é um filme irlandês de comédia romântica de 2016, realizado e escrito por John Butler, e protagonizado por Fionn O'Shea e Nicholas Galitzine. Foi lançado mundialmente na quadragésima primeira edição do Festival Internacional de Cinema de Toronto em 11 de setembro de 2016, e na Irlanda em 21 de abril de 2017. A trama segue inesperada amizade dos problemáticos Ned e Connor, que são o oposto de uma mesma moeda, onde Connor é um introvertido jogador de rugby que muda de escola após se envolver em constantes brigas com seus colegas, e Ned um excêntrico nerd que não se sente nem um pouco incluso em uma escola onde rugby é o foco principal. Mas a realidade dos dois muda de forma catastrófica quando passam a dividir o mesmo quarto e um segredo que pode ser avassalador.

## Elenco
- Fionn O'Shea como Ned
- Nicholas Galitzine como Connor
- Andrew Scott como Dan Sherry
- Moe Dunford como Pascal
- Michael McElhatton como Walther Curly
- Ruairi O'Connor como Weasel
- Mark Lavery como Wallace
- Jay Duffy como Victor
- Jamie Hallahan como Spainer

## Recepção
No agregador de críticas dos Estados Unidos Rotten Tomatoes, na pontuação onde a equipe do site categoriza as opiniões da grande mídia e da mídia independente apenas como positivas ou negativas, o filme tem um índice de aprovação de 83% calculado com base em 46 comentários dos críticos. Por comparação, com as mesmas opiniões sendo calculadas usando uma média aritmética ponderada, a nota alcançada é 6.59/10 que é seguida do consenso: "Handsome Devil oferece uma variação encantadora e bem atuada da história de amadurecimento com algumas reviravoltas tópicas frescas".
Em outro agregador de críticas também dos Estados Unidos, o Metacritic, que calcula as notas usando somente uma média aritmética ponderada de críticos que escrevem em maioria apenas para a grande mídia, o filme tem 6 avaliações da imprensa anexadas no site e uma pontuação de 60 entre 100, com a indicação de "revisões mistas ou neutras".

## Reconhecimentos
| Ano  | Prémios                                             | Categorias                        | Destinatários e nomeados | Resultado | Referências |
| ---- | --------------------------------------------------- | --------------------------------- | ------------------------ | --------- | ----------- |
| 2017 | Prémios do Círculo dos Críticos de Cinema de Dublim | Melhor longa-metragem irlandesa   | Handsome Devil           | Venceu    | [ 6 ]       |
| 2017 | FilmOut San Diego                                   | Melhor direção de fotografia      | Cathal Watters           | Venceu    | [ 7 ]       |
| 2017 | FilmOut San Diego                                   | Prémio do Público de melhor filme | Handsome Devil           | Venceu    | [ 7 ]       |
| 2017 | FilmOut San Diego                                   | Prémio do Público de melhor ator  | Fionn O'Shea             | Venceu    | [ 7 ]       |
| 2017 | Festival Internacional de Cinema de Seattle         | Prémio do Júri Jovem FutureWave   | Handsome Devil           | Indicado  | [ 8 ]       |